# Matías Nocedal
Matías Nocedal Pagano (Ituzaingó, 30 maggio 1990) è un ex cestista argentino con cittadinanza spagnola.

## Palmarès

### Club
- Supercoppa spagnola: 1

Saski Baskonia: 2008